# VR Bank Westküste
Koordinaten: 54° 28′ 39,9″ N, 9° 3′ 15″ O

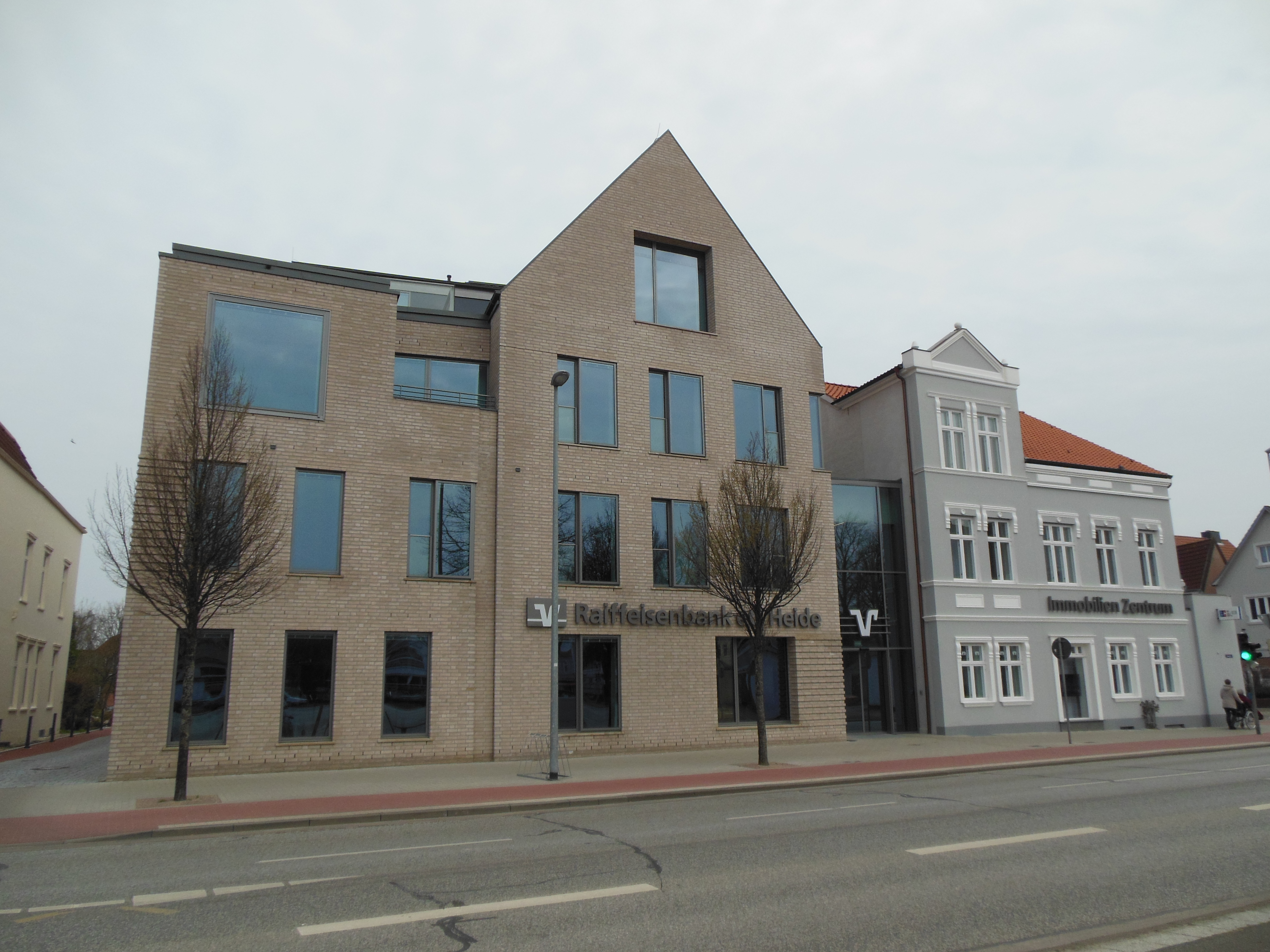
Geschäftsstelle Heide, ehemaliger Sitz der Raiffeisenbank eG Heide

Die VR Bank Westküste eG ist eine deutsche Genossenschaftsbank mit Sitz in Husum. Ihr Geschäftsgebiet umfasst den Süden vom Kreis Nordfriesland und die nordöstlichen Bereiche vom Kreis Dithmarschen. Seit der Fusion mit der Raiffeisenbank Handewitt im Oktober 2021 umfasst es auch einen Teilbereich im Norden vom Kreis Schleswig-Flensburg.
Im November 2024 wurde bekannt, dass die VR Bank Westküste mit der VR Bank Schleswig-Mittelholstein bis Ende 2025 zur VR Bank Schleswig-Holstein Mitte fusionieren möchte.

## Organisationsstruktur
Rechtsgrundlage für die Organisationsstruktur ist das Genossenschaftsgesetz und die Satzung der VR Bank Westküste. Der Vorstand der VR Bank Westküste leitet die Bank, vertritt sie nach außen und führt die Geschäfte. Der Vorstand wird bestellt, beraten und überwacht vom Aufsichtsrat. Der Aufsichtsrat wird von der Vertreterversammlung gewählt. Er überwacht die Geschäftsführung des Vorstandes und kontrolliert die Geschäftsführung. Die Vertreterversammlung wird alle vier Jahre von den Mitgliedern gewählt. Bei der Vertreterwahl hat jedes Mitglied eine Stimme – unabhängig von der Anzahl der Geschäftsanteile. Vorstand und Aufsichtsrat legen der Vertreterversammlung Rechenschaft über ihre Tätigkeit ab. Die Vertreterversammlung ist das höchste Organ der Genossenschaft und stellt u. a. den Jahresabschluss fest und beschließt, wie der Jahresüberschuss verwendet werden soll. Außerdem entscheidet sie über die Entlastung des Aufsichtsrates und des Vorstandes.

## Geschäftsfelder
Neben traditionellen Banktätigkeiten bietet die Bank auch Leistungen einer elektronischen Direktbank. Darüber hinaus ist die VR Bank Westküste in den Geschäftsbereichen Immobilienvermittlung, Versicherungen, Bausparen und Leasing tätig. Als Universalbank werden sowohl Privatkunden als auch Firmenkunden beraten und betreut.

## Geschichte

### VR Bank Westküste
Die VR Bank Westküste ist 2017 aus dem Zusammenschluss der Husumer Volksbank und der Raiffeisenbank eG Heide hervorgegangen. Die Vertreterversammlungen stimmten im Juni mit großer Mehrheit für den Zusammenschluss. Die Eintragung der VR Bank Westküste in das Genossenschaftsregister erfolgte am 2. Oktober 2017. Seit dem 6. Oktober 2021 ist die Raiffeisenbank Handewitt eine Niederlassung der VR Bank Westküste.

### Husumer Volksbank
1870 wurde die Husumer Volksbank eG gegründet.  Nach zahlreichen Fusionen setzten sich drei Genossenschaftsbanken in dem gemeinsamen Geschäftsgebiet in Nordfriesland durch. Schließlich fusionierte im Jahr 2000 die Raiffeisenbank Viöl eG mit der Volksbank-Raiffeisenbank eG, Husum zur Volksbank-Raiffeisenbank eG, Husum. Im Jahr 2002, schloss sich diese mit der Volksbank Eiderstedt eG zur Volksbank-Raiffeisenbank eG, Husum-Eiderstedt-Viöl zusammen. Am 7. Juli 2011 erfolgte dann die Umfirmierung zurück zur Husumer Volksbank eG.

### Raiffeisenbank eG Heide
Die Gründung der ersten Spar- und Darlehenskassen, die später zur heutigen Raiffeisenbank Heide zusammengeschlossen wurden, geht bereits ins 19. Jahrhundert zurück. Am 7. Februar 1921 wurde dann die Spar- und Darlehenkasse e.G.m.u.H., die Raiffeisenbank Heide gegründet und bereits vier Jahre später bezog man das heutige Geschäftsgebäude am Markt. Nach mehreren Fusionen, u. a. 1988 mit der Raiffeisenbank Albersdorf, 1993 mit der Raiffeisenbank Nordhastedt und 1997 mit der Raiffeisenbank Tellingstedt, erreichte die Bank ihre maximale Größe.

### Raiffeisenbank eG Handewitt
Die Raiffeisenbank eG in Handewitt wurde im Jahr 1896 als Spar- und Darlehnskasse eingetragene Genossenschaft mit unbeschränkter Haftpflicht Handewitt gegründet. Das erste Statut wurde am 29. Mai 1896 errichtet. Die Eintragung in das Genossenschaftsregister des Amtsgerichts Flensburg erfolgte am 27. Juni 1903. Im weiteren geschichtlichen Verlauf erfolgten Fusionen mit benachbarten Genossenschaftsbanken. So erfolgte im Jahr 1981 der Zusammenschluss mit der Raiffeisenbank eG in Weding und Umfirmierung in Raiffeisenbank Handewitt-Weding eG. Dieser Name wurde jedoch bereits 1985 mit der nächsten Fusion mit der Raiffeisenbank eG in Medelby wieder abgelegt. Es erfolgte die Umfirmierung in den früheren ortsneutralen Namen Raiffeisenbank, den die Bank bis heute als Niederlassung der VR Bank Westküste eG führt.
Im Jahr 2004 erfolgte die Fusion mit der 1923 gegründeten Raiffeisenbank eG in Kleinjörl. In dieser war bereits im Jahr 1979 die Raiffeisenbank eG in Sollerup aufgegangen.

### Stammbaum
- VR Bank Westküste eG, Husum (seit 2017)
  - Husumer Volksbank eG, Husum (2011 bis 2017)
    - Volksbank-Raiffeisenbank eG, Husum (bis 2011)
      - Husumer Volksbank eG, Husum (bis 1991)
        - Waren-Kredit-Genossenschaft Husum eG, Husum (bis 1983)

      - Raiffeisenbank Treene eG, Mildstedt (bis 1991)
        - Raiffeisenbank Wittbek eG, Ostenfeld (bis 1980)
        - Raiffeisenbank eG, Schwabstedt (bis 1980)
          - Spar- und Darlehnskasse eGmbH, Koldenbüttel (bis 1966)

        - Raiffeisenbank eG, Rantrum (bis 1983)
          - Spar- und Darlehnskasse eGmbH, Oldersbek (bis 1971)

      - Raiffeisenbank eG, Viöl (bis 2000)
        - Raiffeisenbank eG, Wester-Ohrstedt (bis 1978)
        - Raiffeisenbank eG, Olderup (bis 1980)
        - Raiffeisenbank eG, Immenstedt (bis 1981)
        - Raiffeisenbank eG, Hattstedt (bis 1982)
          - Spar- und Darlehnskasse eGmbH, Schobüll (bis 1945)
          - Spar- und Darlehnskasse eGmbH, Horstedt (bis 1967)

        - Raiffeisenbank Nordstrand-Pellworm eG, Nordstrand (bis 1991)
          - Raiffeisenbank eG, Nordstrand (bis 1979)
          - Raiffeisenbank eG, Pellworm (bis 1979)

      - Volksbank Eiderstedt eG, Garding (bis 2001)
        - Gardinger Volksbank eG, Garding (bis 1991)
        - Raiffeisenbank Eiderstedt eG, Oldenswort (bis 1991)
          - Raiffeisenbank Nordseeheil- und Schwefelbad Sankt Peter-Ording eG, Sankt Peter-Ording (bis 1980)

  - Raiffeisenbank eG, Heide (bis 2017)
    - Raiffeisenbank eG, Albersdorf (bis 1987)
      - Raiffeisenbank eG, Osterrade (bis 1978)

    - Raiffeisenbank -Spar- und Darlehnskasse von 1910- eG, Nordhastedt (bis 1992)
    - Raiffeisenbank eG, Tellingstedt (bis 1996)
      - Spar- und Darlehnskasse eGmbH, Schalkholz (bis 1972)
      - Raiffeisenbank eG, Wrohm (bis 1979)
      - Raiffeisen Bezugs- und Absatzgenossenschaft eG, Tellingstedt (bis 1979)
      - Raiffeisenbank eG, Hennstedt (bis 1987)
        - Spar- und Darlehnskasse eGmbH, Hollingstedt (bis 1973)

      - Raiffeisenbank eG, Pahlen (bis 1991)
        - Raiffeisenbank Pahlen-Delve eG, Pahlen (bis 1980)
          - Raiffeisenbank eG, Pahlen (bis 1976)
          - Raiffeisenbank eG, Delve (bis 1976)

        - Raiffeisenbank eG, Dellstedt (bis 1980)

  - Raiffeisenbank eG, Handewitt (bis 2021)
    - Raiffeisenbank eG, Weding (bis 1981)
    - Raiffeisenbank eG, Medelby (bis 1985)
    - Raiffeisenbank Lindewitt eG, Lindewitt (bis 1989)
    - Raiffeisenbank eG, Kleinjörl (bis 2004)
      - Raiffeisenbank eG, Sollerup (bis 1979)

## Partner
Die VR Bank Westküste eG gehört zur genossenschaftlichen FinanzGruppe Volksbanken Raiffeisenbanken. Sie arbeitet  mit folgenden Unternehmen zusammen:
- Bausparkasse Schwäbisch Hall
- R+V Versicherung
- Union Investment
- Team Bank
- DZ Bank
- Münchener Hypothekenbank
- VR Smart Finanz
- DZ Privatbank
- DZ HYP